# Экран-убийца
«Экран-убийца» (иное название — «Смертельные фотографии»; итал. Fotogrammi mortali; англ. Fatal Frames) — итальянский фильм ужасов 1996 года режиссёра Аль Феста. Фильм был снят в двух версиях: на английском языке и на итальянском. Премьера фильма состоялась 10 апреля 1997 года.

## Сюжет
В Рим приезжает молодой режиссёр Алекс Ритт, занимающийся съёмками музыкальных клипов для производства очередной своей работы по заказу известной актрисы и певицы. Здесь Алекс становится свидетелем страшного убийства, а затем его начинает преследовать убийца, оставляя за собой странные знаки.

## В ролях
- Стефания Стелла — в роли самой себя
- Рик Джианаси — Алекс Ритт
- Дэвид Уорбек — Бонелли
- Уго Пальяи — Валенти
- Лео Дэниэл — Даниэль Антонуччи
- Алида Валли — графиня Алессандра Мирафиори
- Линни Куигли — Венди Уильямс
- Дональд Плезенс — профессор Робинсон

## Съёмки
Режиссёр фильма Аль Феста планировал задействовать некоторых известных актёров (Дональд Плезенс, Линни Куигли, Алида Валли, Дэвид Уорбек, Ангус Скримм и некоторых других) в небольших ролях-камео, однако из-за неопытности режиссёра сделать это на высоком уровне ему не удалось. Кроме того исполнительница главной роли Стефания Стелла не могла говорить по-английски, из-за чего на съёмках постоянно возникали проблемы. Помимо этого съёмочный процесс осложнился смертью двух задействованных в фильме актёров — Дональда Плезенса (из-за чего участие его персонажа в фильме было сильно урезано) и Россано Брацци. Впоследствии специальному анонимному актёру пришлось носить маску Плезенса и имитировать его голос.

## Критика
Луис Поль в своей книге называет фильм эпическим и выступающим как своеобразная дань итальянским фильмам ужасов 70-х и 80-х. Также Поль отмечает общую событийную хаотичность фильма, шокирующий финал (хотя также не имеющий особого смысла). В целом же Поль называет фильм одним из самых необычных итальянских фильмов ужасов, провалившихся в прокате.